# Дербичи
Дербичи (бел. Дзербічы) — деревня в Рогинском сельсовете Буда-Кошелёвского района Гомельской области Белоруссии.

## География

### Расположение
В 20 км на северо-восток от районного центра и железнодорожной станции Буда-Кошелёвская (на линии Жлобин — Гомель), 57 км от Гомеля.

## Транспортная сеть
Рядом шоссе Довск — Гомель.
Планировка состоит из дугообразной улицы, ориентированной с юго-запада на северо-восток, к которой на востоке присоединяется прямолинейная широтная улица, а на западе — прямолинейная меридиональная улица с переулком. Застройка преимущественно деревянными домами усадебного типа. В 1987 году построены кирпичные дома на 50 квартир, в которых разместились переселенцы из загрязнённых радиацией мест после Чернобыльской катастрофы.

## История
По письменным источникам известна с XVI века как селение в Речицком повете Минского воеводства Великого княжества Литовского. Через деревню проходил большак Рогачёв — Гомель. После 1-го раздела Речи Посполитой (1772 год) в составе Российской империи. По ревизии 1816 года в Рогачёвском уезде Могилёвской губернии. Рядом было поместье помещицы Сосновской. Связи деревни с другими населёнными пунктами значительно расширились после ввода в эксплуатацию в 1850 году шоссе Довск — Гомель. С 1878 году работала круподробилка. Хозяин фольварка в 1870 году владел 273 десятинами земли, помещик Шатило имел в 1884 году 141 десятину земли. В 1893 году открыта церковно-приходская школа, для которой в том же году построено здание. По переписи 1897 года находились: школа, хлебозапасный магазин, винная лавка и 4 фольварка. В 1909 году — 367 десятин земли, в Меркуловичской волости Рогачёвского уезда Могилёвской губернии.
В 1925 году в Рогинском сельсовете, Буда-Кошелёвского района Бобруйского округа. В 1929 году организован колхоз «Пролетарий», работала кузница. Во время Великой Отечественной войны 127 жителей деревни — советских солдат и партизан, погибли в боях против оккупантов. Память о защитниках Родины увековечивает поставленная в 1966 году около школы скульптурная композиция. В 1959 году центр совхоза «Дербичи». Средняя школа, Дом культуры, библиотека, фельдшерско-акушерский пункт, детский сад, отделение связи, магазин. С 1962 года действует гидрологический пост.

## Население

### Численность
- 2018 год — 345 жителей.

### Динамика
- 1816 год — 12 дворов, 91 житель.
- 1897 год — 44 двора, 408 жителей (согласно переписи); 4 фольварка — 6 дворов, 38 жителей.
- 1909 год — 48 дворов.
- 1925 год — 59 дворов, в посёлке 12 дворов, на хуторе 7 дворов.
- 1959 год — 626 жителей (согласно переписи).
- 2004 год — 208 хозяйств, 604 жителя.

## Достопримечательность
- Памятник жертвам фашизма, погибшим в период Великой Отечественной войны
- Памятник землякам, погибшим в период Великой Отечественной войны

## Галерея

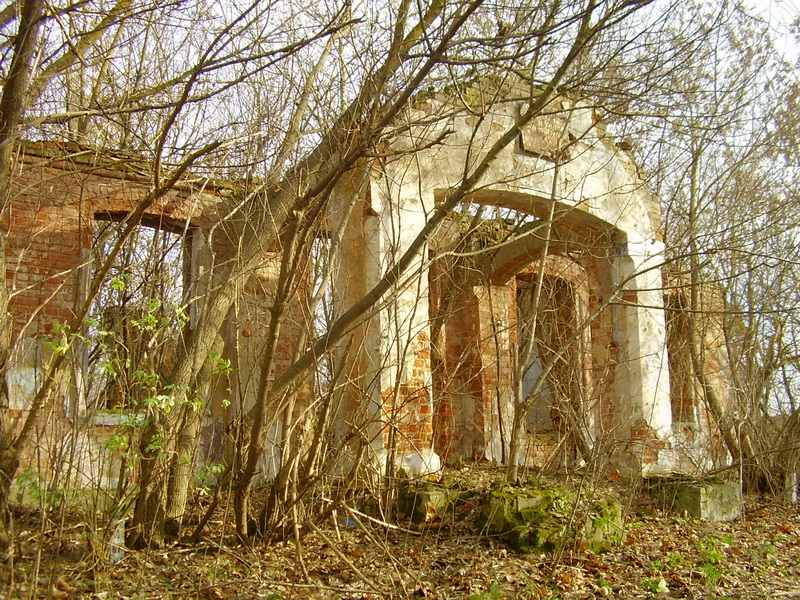
Почтовая станция
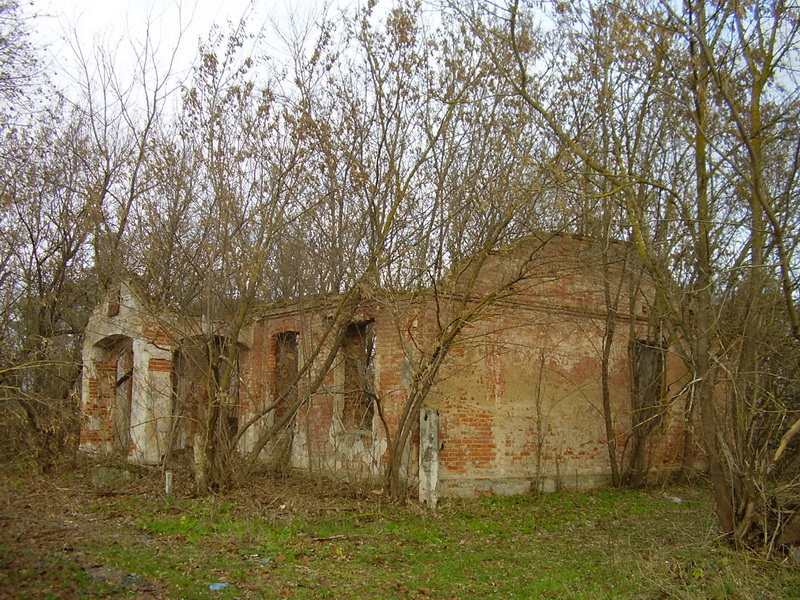
Почтовая станция (1)